# Longny-les-Villages
Longny-les-Villages – gmina we Francji, w regionie Normandia, w departamencie Orne. W 2013 roku liczba ludności wynosiła 3128 mieszkańców.
Gmina została utworzona 1 stycznia 2016 roku z połączenia ośmiu ówczesnych gmin: La Lande-sur-Eure, Longny-au-Perche, Malétable, Marchainville, Monceaux-au-Perche, Moulicent, Neuilly-sur-Eure oraz Saint-Victor-de-Réno. Siedzibą gminy została miejscowość Longny-au-Perche.